# Atum

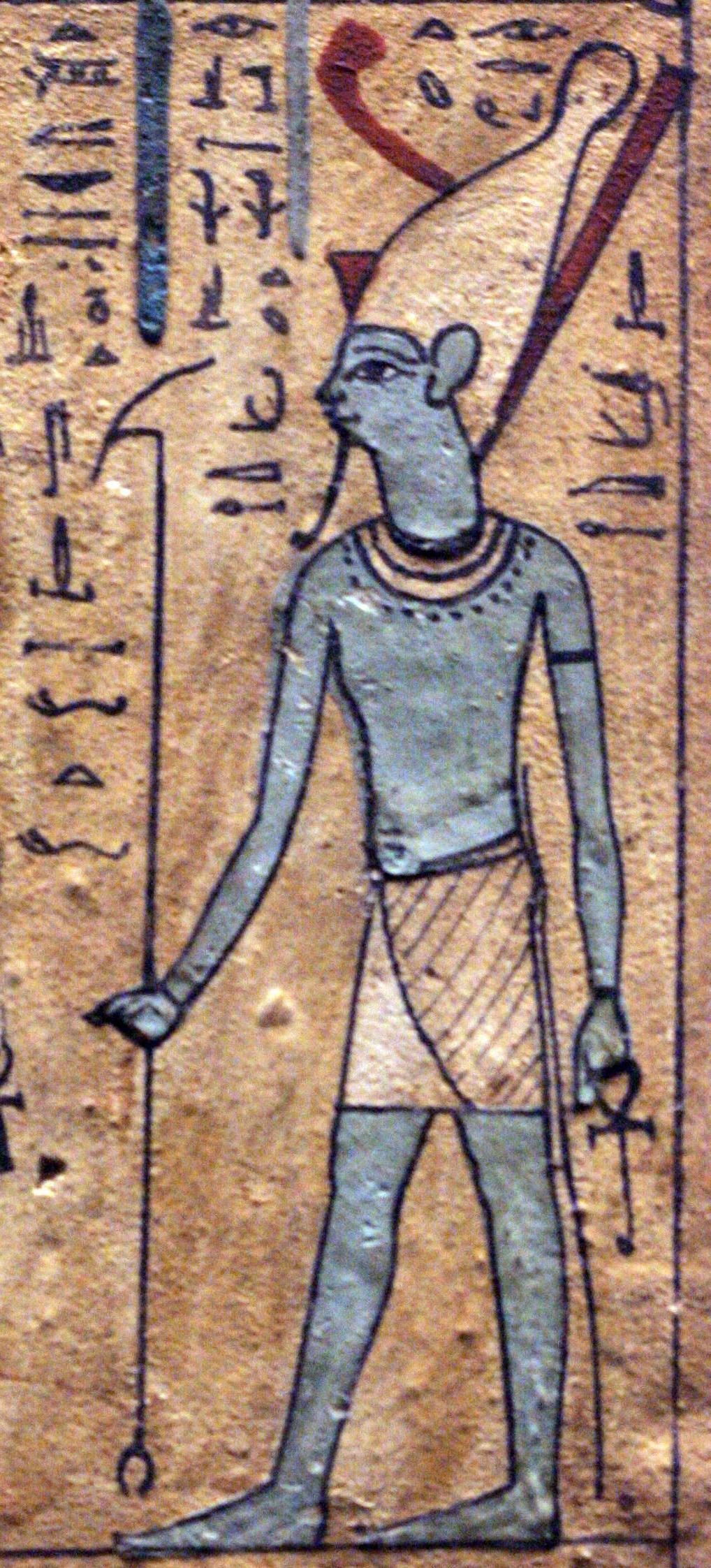
Atum

Atum (možno číst také jako Item, Tem nebo Temu; význam jména není zcela jasný, snad „Úplný“ nebo „Neexistující“, je překládáno také jako „Veškerenstvo“ nebo „Nerozlišené“, případně „Všechno“ nebo „Nic“, obecně jej „lze spojovat s motivy úplnosti, dokončení, ale také dokonání a neexistence“) je zpravidla antropomorfní staroegyptský bůh.

## Kult
Atum byl uctívaný ve starobylém náboženském centru v Iunu. Zde byl v rámci kosmologicko-kosmogonické nauky o Devateru bohů pokládán za praboha a za Stvořitele ostatních bohů a všeho existujícího; v tomto svém aspektu v rámci královské ideologie vystupuje v roli mytického předka panovníka. Nejpozději od Staré říše byl chápán jako zosobnění Slunce a stal se jedním z hlavních reprezentantů slunečního kultu. V synkretickém pojetí mohl představovat odpolední slunce, zatímco Re zosobňoval polední a Cheprer ranní fázi jeho cesty po obloze.

## Zplození bohů
Podle dochovaných starověkých egyptských textů zplodil Atum své první potomky, bohy Šu a Tefnut, pomocí masturbace. Tento příběh je zaznamenán také v Textech Pyramid (například kouzlo 527).